# José Antonio Font
José Antonio Font fue un arquitecto español, con cargo de arquitecto del Ayuntamiento de Madrid. Conocido por haber sido el adjudicatario, y uno de los responsables del Ensanche de la Puerta del Sol en el año 1856. Se desconocen obras y diseños de arquitectura posteriores a esta fecha.  